# ジッダ・タワー
ジェッダ・タワー（英: Jeddah Tower）或いはブルジュ・ジッダ（阿: برج جدة）は、サウジアラビアのジッダで2013年に着工され建設中の、高さ1,008mとなる予定の超々高層ビル（ハイパービルディング）である。別名キングダム・タワー（英: Kingdom Tower，ブルジュ・アルマムラカトゥ 阿: برج المملكة）とも呼ばれる。

## 名称
ジェッダ・タワーは、アラビア語でブルジュ・アル・マムラカ・トゥ（塔・定冠詞・王国・女性名詞）と呼ばれる。
当初は高さ1,600mで計画され、その高さにちなみマイル＝ハイ・タワーという名称であった。なお、アメリカのシカゴにも、1956年にフランク・ロイド・ライトによって提案・デザインされた「マイル＝ハイ・タワー」（ジ・イリノイ）という名称のハイパービルディング計画があったが、建設には至らなかった。フランク・ロイド・ライトによるマイル＝ハイ・タワーのデザインは、その後、アラブ首長国連邦のドバイにあるブルジュ・ハリファ（設計者は後述のとおり当ビルと同じ）のデザインの原型になっている。

## 概要
ジッダ北部の紅海に面する地域に建設中の再開発地区「ジッダ・エコノミック・シティ」の中央部に建設中である。完成時の高さは1,000mに及ぶ世界初のハイパービルディング（超々高層ビル）となる見込みで、これは現在建設中のビルを含め世界一の高さである。ジッダ・タワーはフォーシーズンズホテルを核に、サービスアパートメントやコンドミニアムやオフィスから形成される。
設計は アラブ首長国連邦のドバイにあるブルジュ・ハリファと同じくアメリカ人建築家のエイドリアン・スミス。構造設計はアメリカのソーントン・トマセッティ社。事業主はアブドゥッラー・ビン・アブドゥルアズィーズ国王の甥に当たり、中東一の資産家であるアル＝ワリード・ビン・タラール王子が会長を務めるキングダム・ホールディング・カンパニー。
2011年8月2日、サウジアラビア最大のゼネコンで多国籍コングロマリットでもあるサウディ・ビンラディン・グループが施行業者に正式に選定された。総工費は46億リヤル（約948億8000万円）。同社はメッカのアブラージュ・アル・ベイト・タワーズ（高さ601m）など超高層ビル建設に多数の実績がある。また同社はキングダム・ホールディング・カンパニーにも出資をしている。
世界金融危機の影響で計画の実現を危ぶむ声をキングダム・ホールディング・カンパニー側は一蹴し、予定通り進行すると発表した。しかし、建設予定地の土壌調査の結果から、高さを1,600mではなく最大で500mほど下げた1,100m程度に変更する可能性があるとされた。
当初、タワーは着工後3年で完成する予定であったが、2017年5月時点でもなお建設途上であった。工事を指揮するアル＝ワリード・ビン・タラール王子は、2019年にオープン予定というスケジュールを示していた。
2019年3月時点で、工事は一時中断されていた。キングダム・ホールディング・カンパニーの会長を務めるアル＝ワリード・ビン・タラール王子は6ヶ月以内に工事は再開されるとし、早ければ2019年8月には工事がスタートするとしていた。完成は2025年頃を想定していたが、2022年6月時点では労働問題やCOVID-19パンデミックの影響などもあって開発が停滞しており、実際に完成まで漕ぎつけられるかまたその時期について見通せない状況にあった。
2023年10月、工事の再開が発表された。2028年完成を目指しているという。